# Gi!nz
Gi!nz（ギインズ）là một nhóm nhạc được thành lập bởi các Nghị sĩ Quốc hội Nhật Bản. Người ta cho rằng, thu hút giới trẻ quan tâm đến các vấn đề chính trị, vận động các vấn đề chính sách thông qua việc sử dụng âm nhạc làm phương tiện do ban nhạc viết lời. Phong cách rock, new music lạ như âm nhạc là bài phát biểu chủ đạo.。Tiền thu được từ đĩa CD, buổi hòa nhạc từ thiện, v.v. được sử dụng làm quỹ hỗ trợ, quyên góp cho Quỹ Xúc tiến Cấy ghép Tủy Xương (hỗ trợ ngân hàng tủy xương) Ngoài ra, tiền thu được còn dùng để hỗ trợ người tị nạn từ chiến tranh Kosovo, hỗ trợ khắc phục hậu quả thiên tai như trận sóng thần lớn do trận động đất Sumatra., vụ phun trào núi Ontake.

## Quá trình hoạt động
Được thành lập vào tháng 5 năm 1997 bởi Hayashi Yoshimasa và Yamamoto Ichita. Từ năm 1998 đến năm 1999, Ishizaki Gaku tham gia và Toida Tōru cũng tham gia với tư cách khách mời. Sau đó, đội gồm có Hayashi, Okonogi Hachirō và Hamada Yasukazu, và vào năm 2001, Matsuyama Masaji tham gia. Kể từ đó, ban nhạc đã hoạt động như một nhóm gồm bốn thành viên.
Album đầu tiên được phát hành ngày 21 tháng 1 năm 2005. Hayashi cho biết vào năm 2013 rằng ông muốn thực hiện album thứ hai nhưng không thể thực hiện được do lịch trình bận rộn. Album thứ hai của họ "Gi!nz 2018" được phát hành vào ngày 19 tháng 1 năm 2018.
Trong nội các Abe lần 3 cải tổ lần 3 công bố ngày 3 tháng 8 năm 2017, Hayashi, Okonogi và Matsuyama đã tham gia nội các.
Ngay cả sau khi Okonogi rút lui khỏi chính trường vào năm 2021, ông vẫn tiếp tục làm việc tại Gi!nz. Vào tháng 12 năm 2023, có thông tin cho rằng một buổi hòa nhạc trực tiếp dự kiến vào cuối năm đó đã bị hủy do vụ bê bối quỹ đen liên quan đến thu nhập của đảng Dân chủ Tự do. Để đối phó với vụ bê bối quỹ đen sau đó, các thành viên trong nhóm được bổ nhiệm giữ các vị trí quan trọng trong Chính phủ và đảng Dân chủ Tự do: Hayashi được bổ nhiệm làm Chánh Văn phòng Nội các, Hamada được bổ nhiệm làm Chủ tịch Ủy ban Quốc hội của đảng và Matsuyama được bổ nhiệm làm Tổng thư ký Tham Nghị viện. Theo Hamada, khi các thành viên tập trung tập luyện tại một studio ở Setagaya, Thủ tướng Kishida Fumio đã gọi điện cho ba người họ lần lượt về vấn đề nhân sự và họ không thể tập luyện được nữa.

## Thành viên

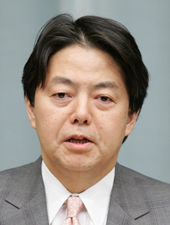
Hayashi Yoshimasa (hát, guitar, piano)
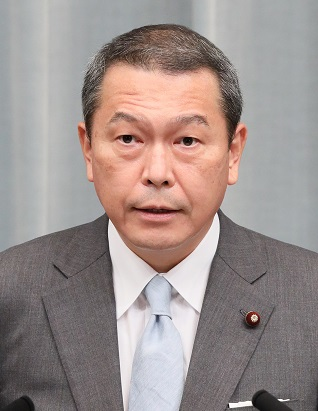
Okonogi Hachirō (hát)
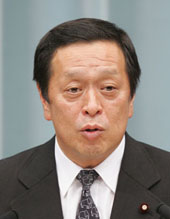
Hamada Yasukazu (hát)
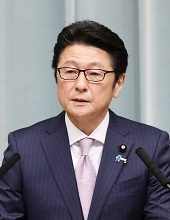
Matsuyama Masaji (hát, giutar)
Yamamoto Ichita Cựu thành viên
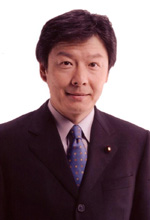
Ishizaki Gaku Cựu thành viên

## Album
- Gi!nz-ギインズ・ファースト・アルバム (Gi!nz: First Album), phát hành ngày 12 tháng 1 năm 2005 (Gi!nz Records）
  - 01：Thousand Wings（Sáng tác: Hayashi Yoshimasa）
  - 02：キャサリーン（Sáng tác: Hayashi Yoshimasa）
  - 03：One for All（Sáng tác: Hayashi Yoshimasa）
  - 04：東京卒業（Sáng tác: Hayashi Yoshimasa）
  - 05：遙かなる想い（Lời: Matsuyama Masaji, nhạc: Usami Tomoaki, Matsuyama Masaji）
  - 06：Agree to Disagree（Lời: Hamada Yasukazu, nhạc: Hayashi Yoshimasa）
  - 07：大和魂 - ヤマト・スピリッツ -（Sáng tác: Hayashi Yoshimasa）
  - 08：少しの勇気 - Peace Together -（Sáng tác: Hayashi Yoshimasa）
- Gi!nz 2018, phát hành ngày 19 tháng 1 năm 2018 (Gi!nz Records / REDMusic）
  - 01：Thousand Wings
  - 02：Hey George
  - 03：青い座標
  - 04：朝日のあたる丘
  - 05：Agree to Disagree
  - 06：キャサリーン
  - 07：Smile 〜乾いた大地に〜
  - 08：遙かなる想い
  - 09：東京大爆発
  - 10：少しの勇気 -Peace Together-
  - 11：日本に生まれてよかった
  - 12：東京卒業